# HDMS Peder Skram (1966)
HDMS Peder Skram (F352) was een fregat van de Koninklijke Deense marine en behoorde tot de Peter Skramklasse. Het schip was tot 1990 in dienst. Het is verbouwd tot museumschip en ligt aan de kade bij Holmen in Kopenhagen. Het schip is vernoemd naar de Deense admiraal Peter Skram (1503-1581).

## Geschiedenis
De kiel van het schip werd gelegd op 25 september 1964 op de Helsingør Skibsværft in Helsingør. Op 25 mei 1966 werd het schip in dienst genomen. Het was een innovatief ontwerp met een hybride voortstuwingssysteem, een combinatie van gasturbines en dieselmotoren (CODOG). De klasse bestond uit twee schepen; het zusterschip was de HDMS Herluf Trolle.
Peder Skram onderging een ingrijpende renovatie in 1970. In 1977-1978 volgde een mid-life update, waarbij een geschuttoren met twee 127mm-kanonnen werd verwijderd om plaats te maken voor raketten.
Het was het grootste schip van de Deense marine en vervulde vele jaren de rol van commandoschip.
Op 6 september 1982 werd, als gevolg van een technische fout, een Harpoon-raket gelanceerd. De raket kwam 32 kilometer verder aan land en ontplofte. Er was alleen materiële schade.
In 1990 werd de Peder Skram uit dienst genomen en deels gesloopt. Halverwege de jaren negentig werd besloten het schip om te bouwen tot museumschip.
In de zomermaanden is het schip open voor bezoekers van 11.00 tot 17.00 uur. Daarbuiten is het schip incidenteel te bezoeken.